# Delray Beach Open 2023
Il Delray Beach Open 2023 è stato un torneo di tennis giocato sul cemento. È stata la 31ª edizione del torneo facente parte dell'ATP Tour 250 nell'ambito dell'ATP Tour 2023. Si è giocata al Delray Beach Tennis Center di Delray Beach, negli Stati Uniti, dal 13 al 19 febbraio 2023.

## Partecipanti al singolare

### Teste di serie
| Nazionalità | Giocatore          | Ranking | Testa di serie* |
| ----------- | ------------------ | ------- | --------------- |
| Stati Uniti | Taylor Fritz       | 9       | 1               |
| Stati Uniti | Tommy Paul         | 19      | 2               |
| Canada      | Denis Shapovalov   | 27      | 3               |
| Serbia      | Miomir Kecmanović  | 33      | 4               |
| Giappone    | Yoshihito Nishioka | 34      | 5               |
| Stati Uniti | Jenson Brooksby    | 36      | 6               |
| Stati Uniti | John Isner         | 39      | 7               |
| Stati Uniti | Ben Shelton        | 41      | 8               |
| Stati Uniti | Jeffrey John Wolf  | 43      | 9               |

* Ranking al 6 febbraio 2023.

#### Altri partecipanti
I seguenti giocatori hanno ricevuto una wildcard per il tabellone principale:
- Aleksandar Kovacevic
- Jack Sock
- Fernando Verdasco

Il seguente giocatore è entrato in tabellone in tabellone come special exempt:
- Wu Yibing

I seguenti giocatori sono entrati nel tabellone principale passando dalle qualificazioni:

- Nuno Borges
- Christopher Eubanks
- Matija Pecotić
- Wu Tung-lin

I seguenti giocatori sono entrati in tabellone come lucky loser:
- Steve Johnson
- Aleksandar Vukic

#### Ritiri
Prima del torneo
- Reilly Opelka → sostituito da  Radu Albot
- Jiří Lehečka → sostituito da  Emilio Gómez
- Jenson Brooksby → sostituito da  Denis Kudla
- Wu Yibing → sostituito da  Steve Johnson
- John Isner → sostituito da  Aleksandar Vukic

## Partecipanti al doppio

### Teste di serie
| Nazione     | Giocatore         | Nazione       | Giocatore         | Rank* | Testa di serie |
| ----------- | ----------------- | ------------- | ----------------- | ----- | -------------- |
| El Salvador | Marcelo Arévalo   | Paesi Bassi   | Jean-Julien Rojer | 10    | 1              |
| Regno Unito | Jamie Murray      | Nuova Zelanda | Michael Venus     | 50    | 2              |
| Stati Uniti | Nathaniel Lammons | Stati Uniti   | Jackson Withrow   | 94    | 3              |
| Regno Unito | Julian Cash       | Regno Unito   | Henry Patten      | 127   | 4              |

* Ranking al 6 febbraio 2023.

### Altri partecipanti
Le seguenti coppie di giocatori hanno ricevuto una wildcard per il tabellone principale:
- Christian Harrison /  Denis Kudla
- Brandon Holt /  Alex Lawson

### Ritiri
Prima del torneo
- Jérémy Chardy /  Fabrice Martin → sostituiti da  Diego Hidalgo /  Hunter Reese
- Aisam-ul-Haq Qureshi /  Miguel Ángel Reyes Varela → sostituiti da  Hans Hach Verdugo /  Miguel Ángel Reyes Varela

## Punti
| Evento    | V   | F   | SF | QF | 2T | 1T   | Q    | Q2   | Q1   |
| Singolare | 250 | 150 | 90 | 45 | 20 | 0    | 12   | 6    | 0    |
| Doppio    | 250 | 150 | 90 | 45 | 0  | N.D. | N.D. | N.D. | N.D. |

## Montepremi
| Evento    | V       | F       | SF      | QF      | 2T      | 1T     | Q2     | Q1     |
| Singolare | $97,760 | $57,025 | $33,525 | $19,425 | $11,280 | $6,895 | $3,445 | $1,880 |
| Doppio*   | $33,960 | $18,170 | $10,660 | $5,950  | $3,510  | N.D.   | N.D.   | N.D.   |

* per team

## Campioni

### Singolare
Taylor Fritz ha sconfitto in finale  Miomir Kecmanović con il punteggio di 6-0, 5-7, 6-2.
• È il quinto titolo in carriera per Fritz, il primo in stagione.

### Doppio
Marcelo Arévalo /  Jean-Julien Rojer hanno sconfitto in finale  Rinky Hijikata /  Reese Stalder con il punteggio di 6-3, 6-4.